# Andrus Aug
Andrus Aug (nascido em 22 de maio de 1972) é um ex-ciclista estoniano. Profissional de 2001 a 2007, foi especialista em velocidade.
Nos Jogos Olímpicos de Atenas 2004, competiu na prova de estrada, mas não conseguiu terminar a corrida. Andrus também participou duas vezes no Giro d'Italia, nas edições de 2003 e 2005.